# Gerard Sagredo
Gerard Sagredo, wł. Gerardo Sagredo, węg. Sagredo Gellért (ur. ok. 980 w Wenecji, zm. 24 września 1046) – opat, biskup misyjny pochodzenia włoskiego, działający na terenie Królestwa Węgier, męczennik i święty Kościoła katolickiego.

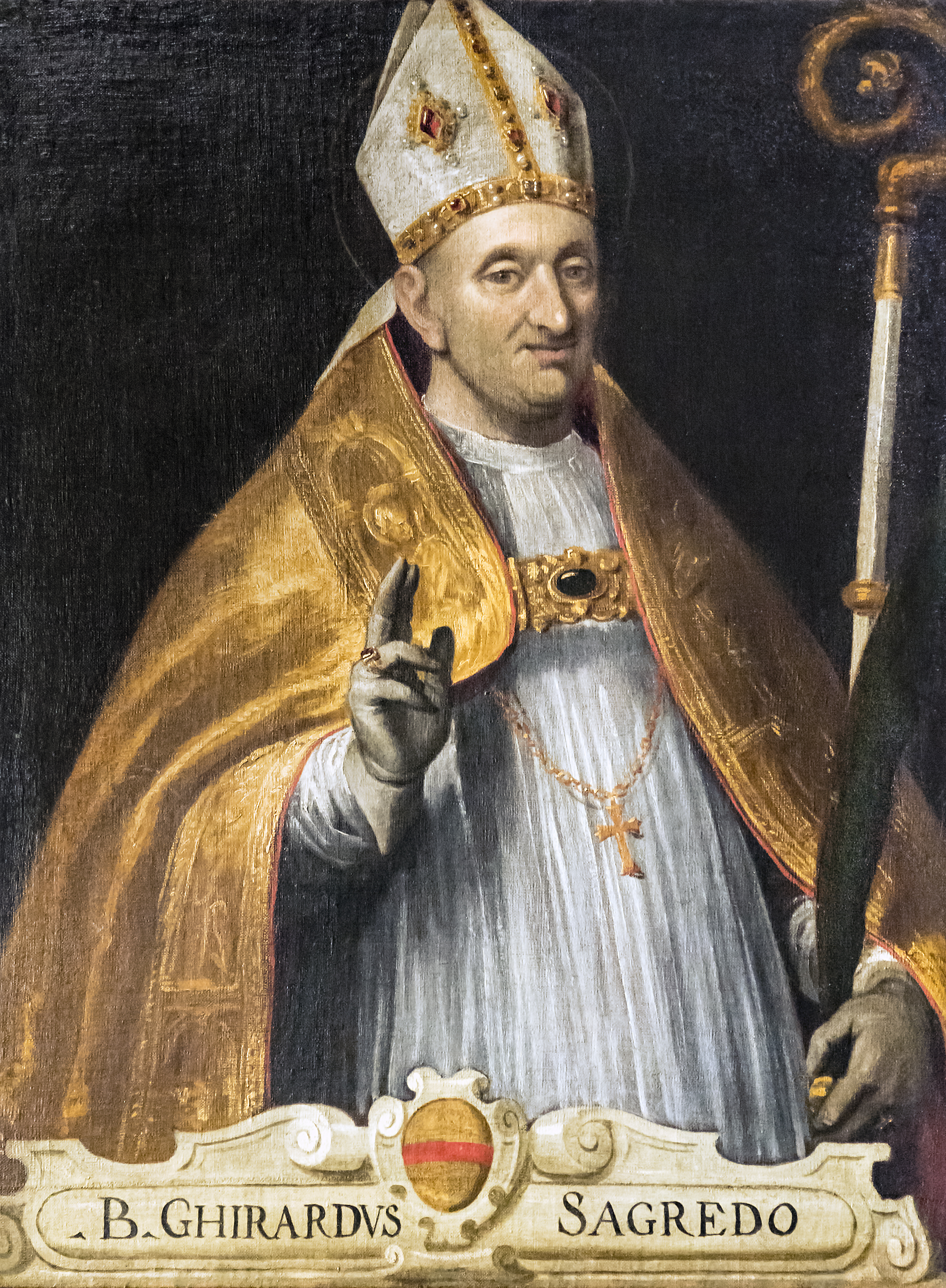
Portret św. Gerarda w Wenecji

## Żywot świętego
Gerard urodził się w zamożnej rodzinie w Wenecji w 977 r. Na chrzcie otrzymał imię Jerzy. Kiedy miał 5 lat, śmiertelnie zachorował. Wtedy rodzice zawieźli go na Wyspę św. Jerzego, która leży przy Kanale Wielkim, w pobliżu placu św. Marka, by go ofiarować świętemu patronowi. Kiedy Jerzy wyzdrowiał, rodzice w podzięce oddali go do klasztoru benedyktynów, który znajduje się na tej wyspie do dzisiaj. Tu obrał sobie imię Gerarda, by uczcić ojca, który to imię nosił, a niedawno zmarł. Studiował w Bolonii, a po powrocie został opatem klasztoru na wyspie św. Jerzego. W drodze do Ziemi Świętej z powodu burzy musiał zatrzymać się w Dalmacji. Zmieniając plan, wyruszył na Węgry, gdzie namówiono go, aby pozostał i podjął dzieło ewangelizacji. Św. Stefan, król, ustanowił Gerarda wychowawcą swego syna św. Emeryka. Po pewnym czasie Gerard usunął się do puszczy, gdzie spędził kilka lat jako eremita. Kiedy powstawała metropolia Csanád, został wezwany do objęcia stolicy biskupiej (1030).
Zginął jako męczennik, z rąk powstańców próbujących przywrócić poprzedni kształt państwa. Strącono go do Dunaju ze stromej góry Kelem, zwanej dzisiaj Górą Gerarda (Gellerta, Gellérthegy). Tradycja przypisuje jego zabójstwo Vacie, przywódcy reakcji pogańskiej na Węgrzech. Jego kult jako Świętego potwierdził Grzegorz VII w 1083.

## Kult
W 1083 kult świętego zatwierdził Grzegorz VII.
Święty Gerard jest apostołem Węgier i patronem diecezji Csanád.
Jego wspomnienie liturgiczne obchodzone jest 24 września.